# Ла-Верандри, Пьер Готье де
Пьер Готье де Варенн ла Верандри (фр. Pierre Gaultier de Varennes, sieur de La Vérendrye; 17 ноября 1685[…], Труа-Ривьер, Квебек — 5 декабря 1749[…], Монреаль, Квебек) — французский первопроходец, исследователь Северной Америки. Родился во французской колонии Труа-Ривьер. В 1696—1699 годах учился в иезуитской семинарии. В 1704-05 годах участвовал в Войне королевы Анны. В начале 1708 года прибыл во Францию, где был зачислен в Бретонский полк в чине младшего лейтенанта. В 1712 он возвращается в Канаду. От индейцев Верандри узнал про страну манданов в верховьях Миссури и об озере Виннипег. 8 июня 1731 года Пьер Готье, с сыновьями Жан-Батистом, Пьером и Франсуа и 50 спутниками отправились из Монреаля. Достигнув Виннипега, он повернул обратно. В феврале 1737 года Верандри вновь достиг озера Виннипег. В 1743 году открыл реку Желтого Камня (Йеллоустон).